# Boarmia suifunaria
Boarmia suifunaria är en fjärilsart som beskrevs av Hugo Theodor Christoph 1880. Boarmia suifunaria ingår i släktet Boarmia och familjen mätare. Inga underarter finns listade i Catalogue of Life.